# Daltmar
Daltmar és un poble, (urbanització construïda il·legalment als anys 70) i que pertany al municipi d'Olèrdola, a l'Alt Penedès, amb una petita part del nucli situada al terme municipal de Canyelles, al Garraf. Es troba a poca distància de Vilafranca del Penedès, i és el tercer nucli en importància del municipi segons la població, 626 habitants el 2018. Es pot accedir al nucli des de l'interior mitjançant la carretera Vilafranca del Penedès-Moja-Daltmar o des de la costa mitjançant la carretera Vilanova i la Geltrú-Canyelles-Daltmar.
La geografia de Daltmar és típica muntanyosa amb les destacables Puig de l'Àliga, Turó de les Tres Partions, Turó de la Senabra, Turó del Molí, Turó del Xeco, Turó de la Pòpia, Turó del Pi de la Jeia, Penya de l'Escofet, Pujol de Romagosa, Pujol dels Llops, Els Gegants i Pujol Florit. Es troba entre els espais naturals d'especial protecció de la Serralada Litoral classificats a la xarxa Natura 2000 amb els codis de ZEC/LIC ES5110013 i ZEPA ES5110013 i del Parc del Foix. La delimitació de l'abast de Daltmar, i d'altres assentaments històrics de la zona, és un fet ancestral. S'agrega a començaments del segle xx, i continua amb el l'impuls de la comunitat a partir de l'actual establiment residencial. Al nord, limita amb la pedrera de Els Monjos.

## Rutes singulars
- Ruta a peu des del nucli cap al Conjunt monumental d'Olèrdola, des d'on es pot divisar una bonica panoràmica del Gran Penedès fins a la muntanya de Montserrat.
- Ruta a peu[8] amb només 1,4 quilòmetres des del nucli fins al Puig de l'Àguila des d'on es pot apreciar tota la zona costera compresa entre Sitges, Cubelles i en dies clars fins Cunit.
- Ruta de Daltmar a La Casalta que permet endinsar-se al cor de les seves muntanyes en direcció al Pantà de Foix.

A l'entorn natural del Parc d'Olèrdola on està situada, s'hi pot practicar esports de natura, d'aigua, així com pàdel al seu complex esportiu.